# Speocera naumachiae
Espèce
Speocera naumachiae est une espèce d'araignées aranéomorphes de la famille des Ochyroceratidae.

## Distribution
Cette espèce est endémique de la province de Trat en Thaïlande,. Elle se rencontre sur Ko Chang.

## Publication originale
- Brignoli, 1980 : Two new Haplogynae from Thailand (Araneae). Steenstrupia, vol. 6, no 2, p. 5-8.